# Елпатьевский, Андрей Валерьянович
Елпатьевский Андрей Валерьянович (30.01.1931, с. Холмогоры, Северный край — 30.09.2010, Москва, Россия) — историк-архивист, внесший значительный вклад в развитие отечественного архивоведения и архивного дела. Заслуженный работник культуры РСФСР.

## Биография
Окончил МГИАИ в 1953 году. В 1967 году защитил кандидатскую диссертацию «Управление Московской местной промышленностью в 1921—1932 гг.».
Научный сотрудник Главархива СССР в 1956—1966 гг., заведующий отделом архивоведения ВНИИДАД в 1966—1974 гг., начальник отдела научно-исследовательской работы Главархива СССР в 1975—1986 гг., заместитель начальника Главархива СССР в 1986—1991 г. С 1992 года — ведущий научный сотрудник и член Учёного совета Всероссийского НИИ документоведения и архивного дела (ВНИИДАД).
Похоронен в Москве на Ваганьковском кладбище.

## Научная деятельность
Андрей Елпатьевский является автором очерков об испаноязычных источниках о России первой половины XX в. Им было опубликовано более 100 научных работ, посвящённых наиболее сложным проблемам архивоведения — классификации и фондированию архивных документов, экспертизе ценности и отбору документов на государственное хранение, терминологии документоведения и архивоведения, использования документов и археографии.
Среди работ учёного выделяются многочисленные публикации о судьбах испанской эмиграции в СССР в XX веке. Наиболее полно данные обобщены в монографии «Испанская эмиграция в СССР: Историография и источники, попытка интерпретации» (2002 г.). В книге анализируется состав и численность испанской эмиграции, пребывание испанских детей и педагогов в Советском Союзе, участие испанских эмигрантов в Великой Отечественной войне. Книга базируется на неопубликованных документах, хранящихся в Государственном архиве РФ, Российском государственном архиве политической истории (б. Центральном партийном архиве) и других архивах, испаноязычной литературе, не издававшейся в СССР и России.

## Публикации
- A.V. Elpatyevsky. Appraisal of records and their accession to state archives. Moscow, 1972.(рус. Классификационный перечень работ, выполняемых в государственных архивах. М., 1978.)
- Государственный архивный фонд СССР - документальная память народа  / под ред.: Ф.М. Ваганов, А.В. Елпатьевский, Ю.Г. Турищев, Н.А. Карпунова; сост.: В.Н. Виноградов, О.Ф. Козлов, В.М. Магидов, О.Ю. Нежданова, О.Г. Чижова; худ. А.М. Драговой, Н.В. Илларионова. - Москва : Мысль, 1987. - 223, [1] с.: ил.- 30000 экз.- В пер.
- Елпатьевский А. В., «Испанская эмиграция в СССР: Историография и источники, попытка интерпретации». Москва-Тверь, «ГЕРС», 2002.
- А. В. Елпатьевский, Н. И. Химина. К вопросу о состоянии работы с особо ценными документами в государственных архивах Российской Федерации // Отечественные архивы. — 2004. -№ 3. — С. 16-24.
- Елпатьевский А. В., «Голубая Дивизия, военнопленные и интернированные испанцы в СССР» — Алетейя, 2015. ISBN 978-5-9905926-5-0
- Елпатьевский А.В., Избранные труды по архивоведению и архивному делу (составитель Н.И. Химина, ВНИИДАД, предисловие чл.-корр. РАН В.П. Козлова) — Москва, 2015 г. ISBN 978-5-906787-13-2

### Публикации в переводе на испанский
- Elpátievsky, A. V., La Emigración Española en la U.R.S.S. Historiografía y Fuentes, Intento de Interpretación (2ª Redacción Complementaria). Traducción del ruso, prólogo y notas: Ángel Luis Encinas Moral. Madrid: EXTERIOR XXI, 2008. ISBN 978-84-612-3231-4